# Малі Копані
Малі́ Копа́ні — село в Україні, у Голопристанській міській громаді Скадовського району Херсонської області. Населення становить 2159 осіб.

## Назва
Назва села за походженням належить до гідронімів: від слова «копань» або «копанка» — мілкий колодязь без зрубу, проста яма з водою. В цій місцевості підземні води залягали близько до поверхні, тому достатньо було викопати неглибоку яму і вже нагромаджувалася вода.

## Історія
Перша згадка про поселення зустрічається в подорожніх замітках француза Жільбера Ромма від 1786 року. Село засновано на місці військового посту російської армії і звалося воно спочатку Ближнє Копаньє. Однак землеробського населення на той час тут ще не було.
У 1795 році уряд організовує широке переселення державних селян в таврійські степи. Саме ця дата є початком існування села. Друга хвиля переселення в Малі Копані припадає на 1810 рік, коли прибула з Козелецького повіту Чернігівської губернії велика група державних селян.
Станом на 1886 рік у селі Чалбаської волості мешкало 1400 осіб, налічувалось 199 дворів, існували молитовний будинок, школа, лавка.
В кінці 20-х років ХХ століття були організовані товариства по спільному обробітку землі: «Червоний факел», «Червона зірка», «Перемога», «П'ятирічка», «Господар». З початком суцільної колективізації селяни Малих Копанів організували колгосп «Червоний факел», який у 1936 році було перейменовано у колгосп імені Георгія Димитрова. Тоді ж був створений третій в селі колгосп — ім. Кірова.
13 вересня 1941 року село було окуповане німецькими військами. Звільнили населений пункт 4 листопада 1943 року.
В серпні 2007 біля села почалася масштабна лісова пожежа, що в підсумку охопила бл. 80 км2 території в Голопристанському та Олешківському районах.
24 лютого 2022 року село тимчасово окуповане російськими військами під час російсько-української війни.

## Населення
Згідно з переписом УРСР 1989 року чисельність наявного населення села становила 2036 осіб, з яких 952 чоловіки та 1084 жінки.
За переписом населення України 2001 року в селі мешкало 2147 осіб.

### Мова
Розподіл населення за рідною мовою за даними перепису 2001 року:
| Мова       | Відсоток |
| ---------- | -------- |
| українська | 91,20 %  |
| російська  | 7,55 %   |
| молдовська | 0,23 %   |
| білоруська | 0,19 %   |
| гагаузька  | 0,19 %   |
| вірменська | 0,05 %   |
| угорська   | 0,05 %   |
| циганська  | 0,05 %   |
| інші       | 0,49 %   |

## Об'єкти соціальної сфери
В селі функціонують: загальноосвітня школа, дитячий садок.

## Храми
- Успіння Пресвятої Богородиці УПЦ МП